# Athanásios Boúras
Athanásios « Thanásis » Boúras (grec moderne : Αθανάσιος «Θανάσης» Μπούρας), né en 1947, est un homme politique grec.

## Biographie
Aux élections législatives grecques de janvier 2015, il est élu député au Parlement grec sur la liste de la Nouvelle Démocratie dans la circonscription de l'Attique.